# Юдіт Темеш
Юдіт Темеш (угор. Judit Temes, 10 жовтня 1930 — 11 серпня 2013) — угорська плавчиня.
Олімпійська чемпіонка 1952 року, учасниця 1948, 1956 років.
Чемпіонка Європи з водних видів спорту 1954 року.